# Luiz Shinohara
Luiz Juniti Shinohara (Embu das Artes, 29 de agosto de 1954 ) é um judoca brasileiro e técnico da Seleção Brasileira de Judô. Sua forma de lutar chamou a atenção de Ryuzo Ogawa, um dos grandes mestres de judô do Brasil, com quem passou a treinar em São Paulo até se tornar professor.  
Em 2007 foi eleito com o melhor técnico do ano na nona edição do Prêmio Brasil Olímpico, em  cerimonia realizada pelo Comitê Olímpico Brasileiro, no Teatro Municipal do Rio de Janeiro.